# Ferdinand Gonseth

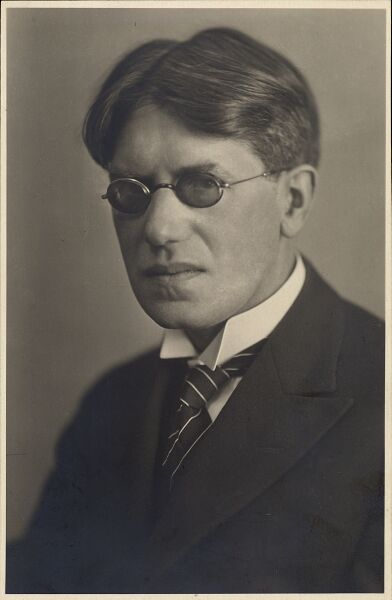
Ferdinand Gonseth

Ferdinand Gonseth (* 22. September 1890 in Sonvilier; † 17. Dezember 1975 in Lausanne) war ein Schweizer Mathematiker und Philosoph an der ETH Zürich von 1929 bis 1960. Er war Mitbegründer der philosophischen Zeitschrift Dialectica.
Er studierte bei Louis Kollros und Marcel Grossmann. 1915 wurde er bei Kollros an der ETH Zürich promoviert (Etude synthétique et applications de l'apolarité).
Zu seinen Studierenden zählen:
- Julius Richard Büchi
- Max Eisenring
- Anna Fischer
- Alexandre Priessman
- Alexander Wittenberg
- Franz Zimmermann

## Werke
- Determinismus und Willensfreiheit, Bern 1948
- Philosophie néo-scolastique et philosophie ouverte, Lausanne 1954
- La métaphysique et l'ouverture à l'expérience, Lausanne 1969
- Le référentiel – Univers obligé de médiatisation, Lausanne 1975
- Mon itinéraire philosophique, Vevey 1994
- Logique et philosophie mathématiques, Paris 1998